# مطاردة أسامة بن لادن
اختبأ أسامة بن لادن، مؤسس تنظيم القاعدة وزعيمه السابق، بعد بدء الحرب في أفغانستان لتجنب القبض عليه من قبل الولايات المتحدة أو حلفائها لدوره في هجمات 11 سبتمبر 2001، بعد أن كان على قائمة الهاربين العشرة المطلوبين لمكتب التحقيقات الفدرالي منذ عام 1999. بعد تفادي الأسر في معركة تورا بورا في ديسمبر 2001، أصبح مكان وجوده غير واضح، وتم تعميم شائعات مختلفة حول صحته، ودوره المستمر في القاعدة، والموقع. كما أصدر بن لادن العديد من تسجيلات الفيديو والصوت خلال هذا الوقت.
في ديسمبر 2009، قال الجنرال في الجيش الأمريكي ستانلي مكريستال إن بن لادن سيحتاج إلى «القبض عليه أو قتله» حتى تتمكن الولايات المتحدة من «هزيمة القاعدة أخيرًا».
اكتشف مسؤولو المخابرات الأمريكية مكان أسامة بن لادن من خلال تتبع أحد سعاته. تم جمع المعلومات من معتقلي خليج غوانتانامو، الذين أعطوا ضباط المخابرات الاسم المستعار للساعي باسم أبو أحمد الكويتي. في عام 2009، اكتشف المسؤولون الأمريكيون أن الكويتي عاش في أبوت آباد، باكستان. قام عملاء شبه عسكريين لوكالة المخابرات المركزية بتحديد موقع الكويتي في أغسطس 2010 وتبعوه إلى مجمع أبوت آباد، مما دفعهم إلى التكهن بأنه موقع بن لادن.
في 1 مايو 2011، نفذت القوات البحرية الخاصة الأمريكية التابعة لمجموعة تطوير الحرب البحرية الخاصة اعتداء على المجمع بناء على أوامر من الرئيس الأمريكي باراك أوباما. خلال غارة استغرقت 40 دقيقة، قُتل بن لادن برصاصة فوق العين اليسرى وأخرى على الصدر. تغلبت القوات على سكان المجمع المتبقين، مما أسفر عن مقتل العديد، واستخرج جثة بن لادن (التي دفنت لاحقًا في البحر) بالإضافة إلى محركات الأقراص الصلبة والمستندات والمواد الأخرى.

## مكان بن لادن منتصف عقد 2000
ظهرت معلومات جديدة عن موقع بن لادن منذ وفاته واعتقال زوجاته. في يوم هجمات 11 سبتمبر، كان بن لادن في معسكر تدريب خالدان الإرهابي بالقرب من خوست، الذي غادره خلال الليل مع العديد من عناصر القاعدة وطالبان بعد إرسال زوجاته وأطفاله عبر خط دوراند إلى باكستان للاختباء.
وصل بن لادن في صباح اليوم التالي إلى قندهار وعاش في منزل آمن تسيطر عليه طالبان في الفترة من 12 سبتمبر إلى 6 أكتوبر 2001. بعد فترة وجيزة من بدء الحرب التي قادتها الولايات المتحدة في أفغانستان، سافر بن لادن من قندهار إلى كابول حيث عاش في منزل آمن آخر لطالبان حتى 12 نوفمبر عندما يعتقد أنه سافر إلى جلال آباد حيث قضى خمسة أيام على الأقل منزل آمن آخر.
من جلال آباد، سافر إلى منطقة تورا بورا في الجبال البيضاء حيث اختبأ من 17 نوفمبر إلى 12 ديسمبر. ويعتقد أنه عبر الحدود إلى باكستان في وقت ما في يناير 2002 وقضى بعض الوقت في بيوت آمنة مختلفة للقاعدة في المناطق القبلية الخاضعة للإدارة الاتحادية في باكستان بين يناير وأبريل 2002.
وفقا لإحدى زوجاته، تم لم شمل بن لادن مع عائلته لأول مرة بعد هجمات 11 سبتمبر في النصف الثاني من عام 2002 في بيشاور، عاصمة المناطق القبلية، حيث عاشوا لمدة خمسة أشهر في منزل آمن آخر. بعد ذلك، في سبتمبر 2002، أخذ بن لادن عائلته إلى المناطق الجبلية الريفية في شمال غرب باكستان (وبشكل ملحوظ للغاية، ليس في الحزام القبلي حيث تركز اهتمام الولايات المتحدة الرئيسي). مكثوا أولاً في منطقة شانغلا في وادي سوات، حيث أقاموا في منزلين آمنين لمدة ثمانية إلى تسعة أشهر. في مايو 2003، انتقل بن لادن وعائلته إلى هاريبور، وهي بلدة صغيرة قريبة من إسلام آباد، حيث أقاموا في منزل مستأجر لمدة عامين. في يونيو 2005، انتقل بن لادن وعائلته إلى أبوت آباد.

## موقع وموت أسامة بن لادن

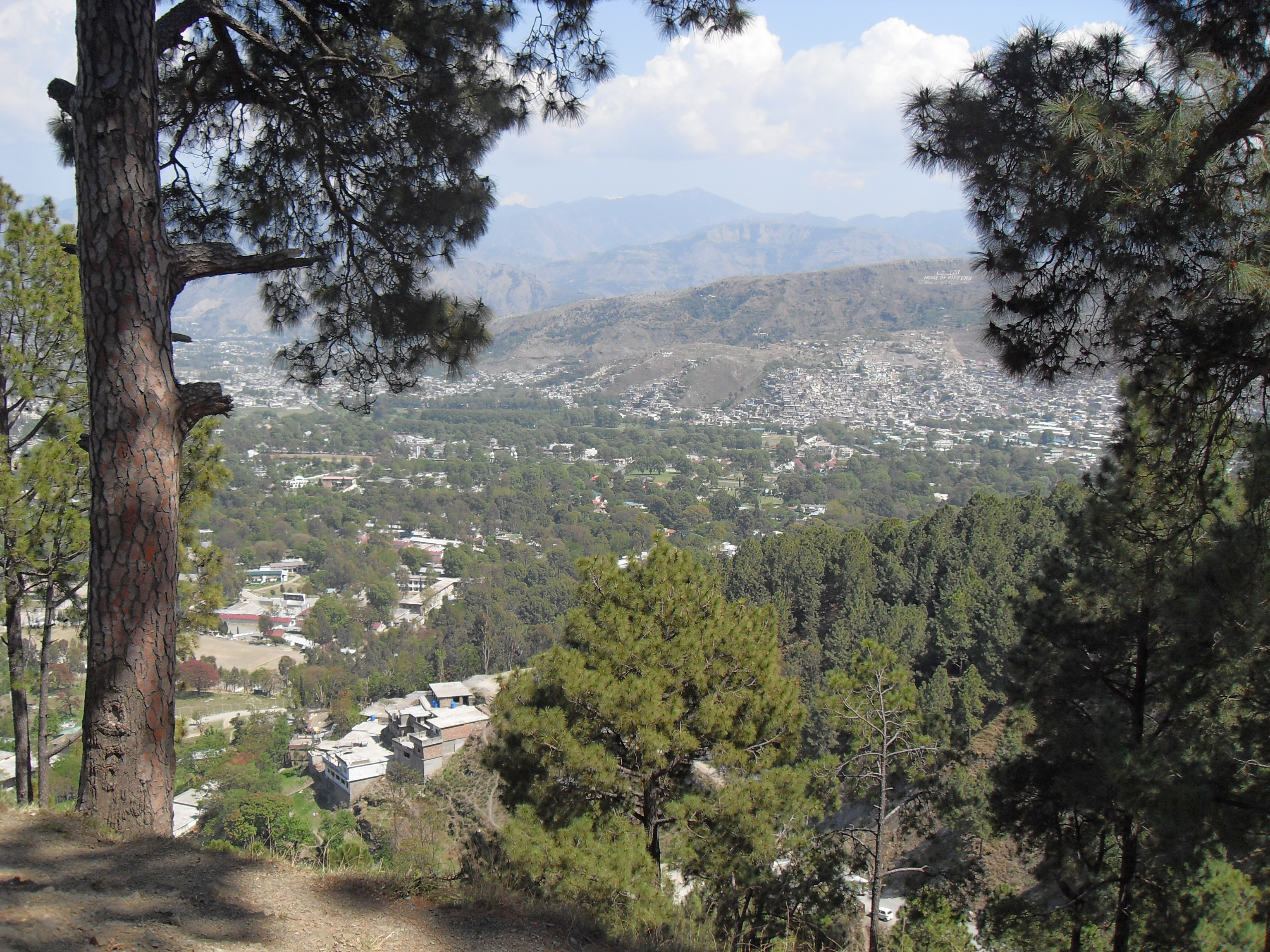
منظر لأبوت آباد ، باكستان

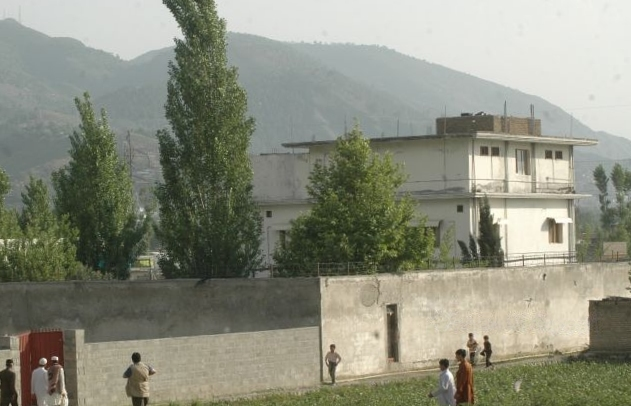
منزل أسامة بن لادن الأخير في أبوت آباد.

اكتشف مسؤولو المخابرات الأمريكية مكان أسامة بن لادن من خلال تتبع أحد سعاته. تم جمع المعلومات من معتقلي خليج غوانتنامو، الذين أعطوا ضباط المخابرات الاسم المستعار للساعي باسم أبو أحمد الكويتي، وقال إنه كان من رعاة خالد شيخ محمد. في عام 2007، اكتشف المسؤولون الأمريكيون الاسم الحقيقي للساعي، وفي عام 2009، عاش في أبوت آباد، باكستان. النشطاء شبه العسكريون لوكالة المخابرات المركزية يقعون في الكويتي في أغسطس 2010 ويتبعونه إلى مجمع أبوت آباد، مما دفعهم إلى التكهن بأنه موقع بن لادن.
باستخدام صور الأقمار الصناعية وتقارير المخابرات، استنتجت وكالة المخابرات المركزية هويات سكان المجمع. في سبتمبر 2010، خلصت وكالة المخابرات المركزية إلى أن المجمع «تم بناؤه خصيصًا لإخفاء شخص ذي أهمية» وأن إقامة بن لادن كانت محتملة للغاية. افترض المسؤولون أنه كان يعيش هناك مع زوجته الأصغر.

### محاولة تحديد الهوية
لتحديد شاغلي المجمع، عملت وكالة المخابرات المركزية مع الطبيب شاكيل أفريدي لتنظيم برنامج تطعيم مزيف. دخلت الممرضات إلى السكن لتطعيم الأطفال واستخراج الحمض النووي، والذي يمكن مقارنته بعينة من أخته، التي توفيت في بوسطن في عام 2010. من غير الواضح ما إذا تم الحصول على عينات الحمض النووي.

### الموقع
تم بناء المسكن المكون من ثلاثة طوابق بين عامي 2003 و 2005، ويقع في مجمع على بعد حوالي 4 كم (2.5 ميل) شمال شرق وسط أبوت آباد. في حين تم تقييم المجمع من قبل المسؤولين الأمريكيين بقيمة مليون دولار أمريكي، قام وكلاء العقارات المحليون بتقييم قيمة العقار عند 250,000 دولار أمريكي. على مساحة ثمانية أضعاف حجم المنازل المجاورة، كان محاطا بجدران خرسانية من 12 إلى 18 قدمًا (3.7 إلى 5.5 م) مغطاة بأسلاك شائكة. كان هناك بوابتان أمنيتان وشرفة الطابق الثالث بها جدار خصوصية يبلغ ارتفاعه سبعة أقدام (2.1 م). لم يكن هناك إنترنت أو خدمة هاتفية قادمة إلى المجمع. أحرق سكانها القمامة، على عكس جيرانهم، الذين وضعوها ببساطة للتحصيل. التقى الرئيس أوباما بمستشاريه للأمن القومي في 14 مارس 2011، في أول خمسة اجتماعات أمنية على مدى ستة أسابيع. في 29 أبريل، الساعة 8:20 صباحًا، اجتمع أوباما مع توماس دونيلون، و‌جون برينان، ومستشارين أمنيين آخرين في الغرفة الدبلوماسية، حيث أذن بغارة على مجمع أبوت آباد. لم يتم إبلاغ حكومة باكستان بهذا القرار.

## دور باكستان المزعوم
اتهم النقاد المؤسسة العسكرية والأمنية الباكستانية بحماية بن لادن. يعتقد معظمهم أن بن لادن عاش في المجمع لمدة ست سنوات على الأقل قبل أن يقتل هناك.
في 29 مارس 2012، حصلت صحيفة Dawn الباكستانية على تقرير أعده مسؤولو الأمن الباكستانيون، بناءً على استجواب زوجاته الثلاث الباقية، والذي شرح بالتفصيل تحركاته أثناء العيش متخفيا في باكستان. ديكلان والش، كتب في صحيفة نيويورك تايمز، عن تكهنات بأن باكستان تخطط لتوجيه الاتهام إلى زوجات بن لادن وبناته الكبار بارتكاب مخالفات الهجرة، بدلاً من ترحيلهم ببساطة، لذلك سيكونون في السجن وغير قادرين على تقديم تفاصيل عن التعاون الباكستاني مع بن لادن إلى البلد المجاور الهند ووكالة المخابرات RAW ، لأنه سيكون محرجًا سياسيًا لباكستان.

## شائعات وتكهنات حول مكان وجوده
كان موقع بن لادن وحالته الصحية موضوعًا مستمرًا للتكهن منذ اختفائه من تورا بورا. لقد أصبح من الواضح أن معظم هذه الشائعات والتكهنات لم تكن قائمة على الحقيقة. أولاً، ظهرت شائعات بأن بن لادن قُتل أو أصيب بجروح قاتلة أثناء القصف الأمريكي، وأبرزها بالقرب من تورا بورا، أو أنه مات لأسباب طبيعية. وفقا لغاري بيرنتسن، في كتابه لعام 2005، كسر الفك, أكد عدد من معتقلي القاعدة في وقت لاحق أن بن لادن هرب من تورا بورا إلى باكستان عبر طريق شرقي عبر جبال مغطاة بالثلوج في منطقة باراشينار، باكستان. أفادت وسائل الإعلام أن بن لادن يعاني من اضطراب في الكلى يتطلب منه الوصول إلى المرافق الطبية المتقدمة، ربما غسيل الكلى. أيمن الظواهري، ثاني قائد للقاعدة وزميل بن لادن المقرب، طبيب وربما قدم الرعاية الطبية لابن لادن.
بين عامي 2002 و 2011، كان الاقتراح الأكثر شيوعًا من مسؤولي الأمن القومي الأمريكي وغيرهم هو أن «أفضل معلوماتهم تشير إلى أن بن لادن كان يعيش على طول الحدود الجبلية غير الخاضعة للحكم في باكستان وأفغانستان،» كما هو الحال في المناطق القبلية الخاضعة للإدارة الاتحادية (منطقة تشمل وزيرستان) أو المناطق المضطربة في مقاطعة الحدود الشمالية الغربية (المعروفة الآن باسم خيبر بختونخوا), حيث حدث تمرد مستمر. أعرب العديد من الخبراء والمسؤولين السابقين عن دهشتهم عندما تم الكشف عن بن لادن بدلاً من ذلك أنه كان مختبئًا في مدينة أبوت آباد الحضرية. كانت الاقتراحات الأقل شيوعًا هي أن بن لادن مات (إما بسبب المرض أو الهجوم العسكري)، أو أنه كان على قيد الحياة ويعيش في دول أخرى غير باكستان، مثل أفغانستان أو إيران.

### 2001
- عامر عزيز، جراح باكستاني كان مسافرا إلى أفغانستان منذ عام 1989، لعلاج المصابين المجاهدين، اعترف بأنه فحص أسامة بن لادن في عيادة مؤقتة أقامها في جامعة جلال آباد، ننكرهار في نوفمبر 2001. دحض عزيز الشائعات بأن بن لادن كان يعاني من أمراض الكلى، أو أي حالات مزمنة أخرى.

### 2004
- 23 يناير: اعتقال البشمركة حسن غول، وهو ساعي بن لادن في كردستان العراق بعد محاولته عبور الحدود الإيرانية.[14]
- 27 فبراير: أفادت وكالة الأنباء الإيرانية أن بن لادن تم القبض عليه في وقت سابق في باكستان. ونشر الأخبار عاشق حسين، مدير محطة الإذاعة التي ترعاها الدولة، والتي ذكرت مصدرين. المصدر الأول كان مراسل صحيفة «الأمة» الباكستانية شميم شهيد، الذي نفى أنه قال هذا لحسين. المصدر الثاني كان «شخصًا وثيق الصلة بوكالات المخابرات وشيوخ القبائل الأفغانية.» ونفى كل من البنتاغون والمتحدث باسم القوات المسلحة الباكستانية القبض على بن لادن. ظهرت شائعات مماثلة من وقت لآخر منذ بدء العمليات العسكرية الأمريكية في أفغانستان ولكن لم يتم تأكيد أي منها.